# Radio Gaalkacyo
Radio Gaalkacyo es una estación de radio situada en Galcaio en Somalia. La estación de radio tiene un sitio de Internet asociado escrito en somalí y en inglés donde presenta noticias y acontecimientos de actualidad. Radio Gaalkacyo era anteriormente conocida como Radio Free Somalia.